# キース・リード
キース・リード（Keith Reid、1946年10月19日 - 2023年3月23日）は、イングランドの作詞家。1967年に結成されたロック・バンドのプロコル・ハルムのメンバーとして、グループのほとんどの作品の詞を書いた。

## 経歴
ハートフォードシャーのウェリン・ガーデン・シティに生まれ、ロンドンで育った。親はユダヤ人で、ホロコーストの生還者であった。ソングライターで身を立てることを望み、早くに学校をやめた。
1966年、古い友人で音楽プロデューサーのガイ・スティーヴンスの紹介によりゲイリー・ブルッカーと出会った。ブルッカーはエセックス州で結成されたロック・バンドのザ・パラマウンツの中心人物だったが、バンドが解散したのを機に作曲に専念することを決心していた。リードはブルッカーと共に曲を書き始めたが、彼らの曲に関心を示すミュージシャンは一人もおらず、結局二人は自分達の曲を演奏するのは自分達しかいないことに気づいてバンドを結成するためメンバー探しを始めた。スクリーミング・ロード・サッチのバックバンド、ザ・サヴェージズでオルガンを弾いていたマシュー・フィッシャーはバンドをやめ、求職の広告を出していた。リードはフィッシャーと会った時、バンドにぴったりの男だと感じ、彼の演奏を聴く前にメンバーに迎えることを決めた。
リードはあるパーティーに出席したとき、誰かがとなりの女性に「青ざめた顔がどんどんほの白くなってるよ（You've turned a whiter shade of pale）」と話しかけるのを耳にした。この言葉がいつまでも頭から離れず、彼はそれをタイトルにして詞を書いた。1967年5月に発売されたデビュー・シングル「青い影」は世界中でヒットした。
リードは作詞専任で楽器を一切演奏しなかったが、レコーディング・セッションには必ず参加し、グループのツアーにも同行した。彼はプロコル・ハルムが1977年に解散するまですべての作品の詞を書いた。
1966年にミッシェル・ポルナレフのために「You'll Be On My Mind」と「Time Will Tell」の2曲の詞を書き、1986年にはジョン・ファーナムのヒット曲「You're the Voice」の詞を共作した。リードは、彼の詞が暗い色調で覆われているのは親のホロコーストの体験に由来するものだろうと語っている。
1986年にニューヨークに移住し、マネージメント会社を設立した。
2008年、「The Keith Reid Project」名義でアルバム『The Common Thread』を発表。2018年12月、さらなるアルバム『In My Head』を発表した。
2023年3月23日大腸癌で死去。76歳没。